# Picralima nitida
Picralima nitida är en oleanderväxtart som först beskrevs av Otto Stapf, och fick sitt nu gällande namn av Th. och H. Durand. Picralima nitida ingår i släktet Picralima och familjen oleanderväxter. Inga underarter finns listade i Catalogue of Life.